# 膳所町
膳所町（ぜぜちょう）は、滋賀県滋賀郡にあった町。現在の大津市中心部の南東、東海道本線・石山駅から京阪石山坂本線錦駅にかけての琵琶湖の沿岸にあたる。本項では町制施行以前にあった膳所村（ぜぜむら）についても述べる。

## 地理
- 湖沼：琵琶湖

## 歴史
- 1889年（明治22年）4月1日 - 町村制の施行により、別保村・中ノ庄村・膳所村・錦村の区域をもって膳所村が発足。
- 1901年（明治34年) 7月20日 - 町制施行し膳所町となる。
- 1933年（昭和8年）4月1日 - 大津市・石山町と合併し、改めて大津市が発足。同日膳所町廃止。

## 交通

### 鉄道路線
- 鉄道省
  - 東海道本線
    - 石山駅
- 京阪電気鉄道
  - 石山坂本線
    - 石山駅前駅（現・京阪石山駅） - 粟津駅 - 瓦ヶ浜駅 - 中ノ庄駅 - 膳所駅（現・膳所本町駅） - 錦駅

本町廃止後に膳所駅及び膳所駅前駅（現・京阪膳所駅）に改称された馬場駅は隣接する大津市（膳所駅は開業当初滋賀郡馬場町）に所在した。

### 道路
- 国道2号（東海道、現・国道1号）

現在は旧村域を名神高速道路が通過するが、当時は未開通。